# Зерван
Зерван (Зурван, Зарван; от пехл. zruvan- «время») — в иранской мифологии олицетворение времени и пространства. В поздний период понимался как бог времени и судьбы, двуполое существо, породившее Ахурамазду и Ангра-Майнью. Зерван — верховный бог зурванизма, также упоминается в числе прочих богов и в текстах Авесты («Ясна» 72.10, «Видевдат» 19.13).
Зенд-авеста признаёт единое верховное начало бытия, которое называет «Вечное Время» (Зерван Акарана); из недр его происходят уже Ормузд и Ариман, Свет и Тьма, образующие своей борьбой существование настоящего мира.